# منتخب باراغواي لكرة القدم
منتخب الباراغواي لكرة القدم (بالإسبانية: Selección de fútbol de Paraguay) هو ممثل الباراغواي الرسمي في رياضة كرة القدم، وتصنيفه العالمي 33، تأسس اتحاد الباراغواي لكرة القدم في العام 1906، وانضم إلى الفيفا في العام 1921.
شاركت الباراغواي 8 مرات في نهائيات كأس العالم لكرة القدم أعوام 1930، 1950، 1958، 1986، 1998، 2002، 2006، و2010 أول مباراة دولية لها كانت في عام 1919 وخسرت فيها امام الأرجنتين 1 - 5 وأكبر فوز لها كانت على بوليفيا 7 - 0 في عام 1949 وأقسى خسارة لها كانت في عام 1926 على يد الأرجنتين 0 - 6. أفضل نتيجة لباراغواي في نهائيات كأس العالم لكرة القدم هي الوصول إلى الدور الثاني في أعوام 1986، 1998، 2002 وفازت ببطولة أمريكا الجنوبية لكرة القدم مرتين في عامي 1953، 1979.

## وصلات خارجية
- قائمة بيانات المنتخب من الموقع الرسمي للفيفا باللغة العربية